# Terrier de Norwich
El terrier de Norwich es un raza de perro  que tiene su origen en el Reino Unido, fue criado para cazar pequeños roedores. Con una personalidad afectuosa, es utilizado mayoritariamente como un perro de compañía. Es uno de los terrier más pequeños y generalmente son sanos, aunque relativamente raros debido en parte al número reducido de cachorros que nacen por camada y la necesidad común de cesárea.

## Historia

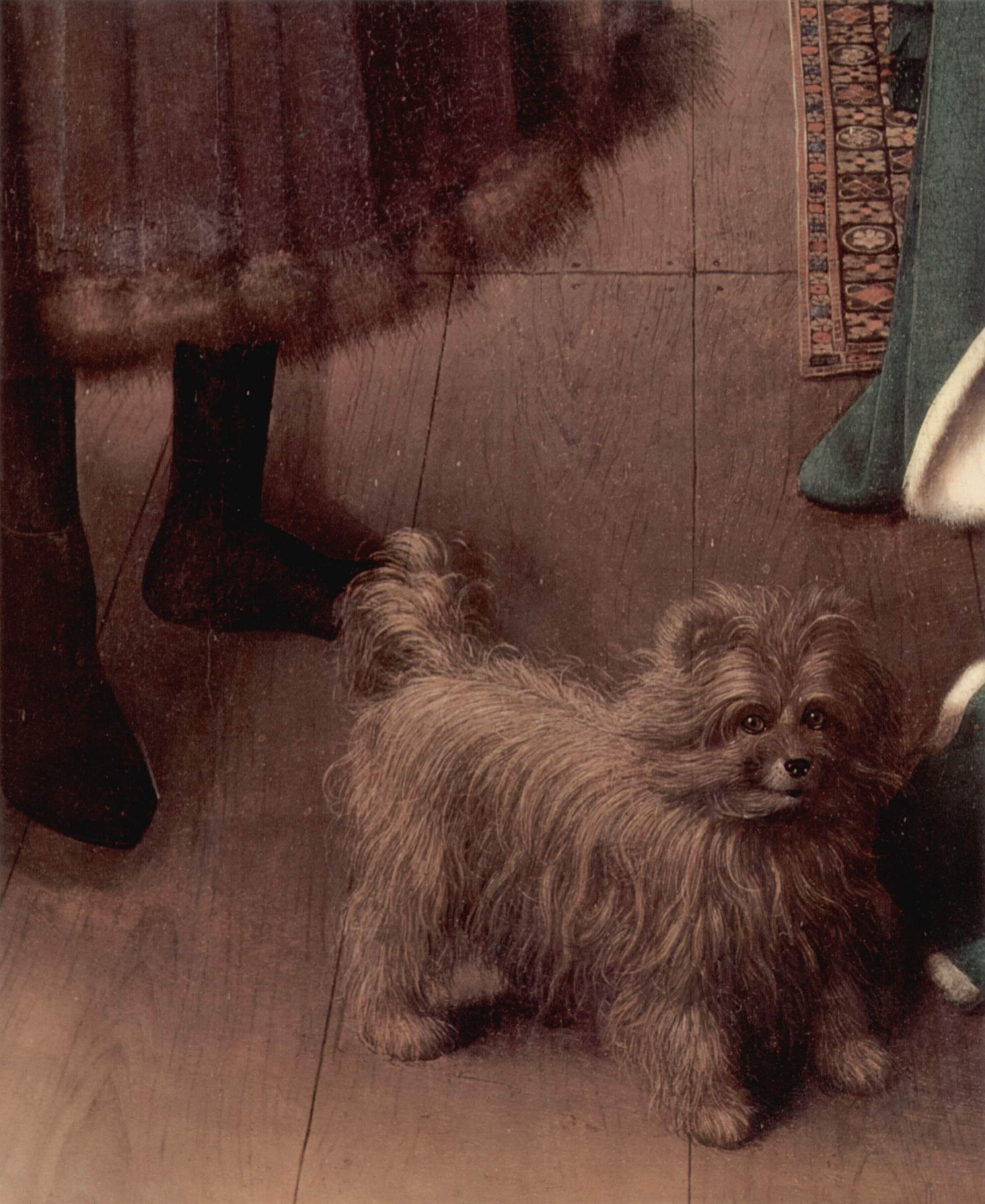
Detalle de El matrimonio Arnolfini de Jan Van Eyck, donde aparece un perro que posiblemente inspiró a la raza actual del terrier de Norwich.

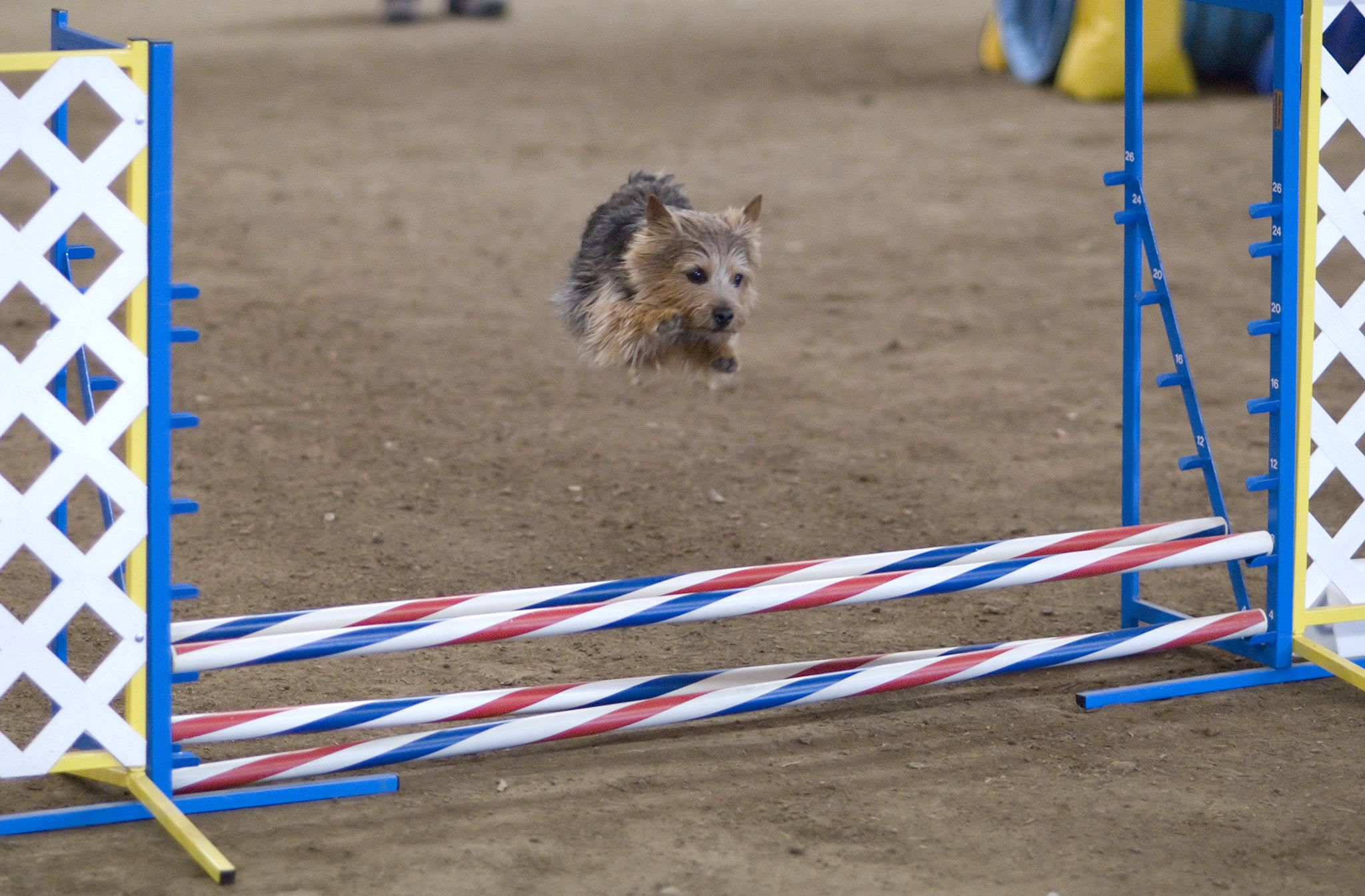
Ejemplar en una competición de agility.

La raza ha existido por lo menos desde el siglo XIX como un terrier de trabajo de East Anglia, Inglaterra. En la pintura de «El matrimonio Arnolfini», de Jan van Eyck en 1430, se puede ver a los pies de la pareja un perro pequeño, que representa en apariencia al actual Norwich terrier. Los perros eran útiles como caza-ratones en el patio de los establos, para la caza de zorros en sus madrigueras y como parte de la familia. Pequeños terrier rojos, descendientes del Irish Terrier, habían existido en el área por lo menos desde la década de 1860, y estos podrían ser los antepasados del Norwich, aunque también se especula que podría haber venido del Trumpington terrier, una raza que está extinta.
Al inicio de su historia fue conocido como el Jones Terrier y el Cantab Terrier. También fue la mascota de los estudiantes de Cambridge.
Desde su primera identificación como una raza, los cachorros tuvieron tanto orejas erectas como caídas, y ambos tipos fueron permitidos cuando la raza de Norwich fue reconocida por primera vez en las exposiciones caninas de 1932 por el Kennel Club de Reino Unido. Las orejas caídas eran a menudo recortadas hasta que se prohibió hacerlo. Esto intensificó la larga controversia sobre si los perros de orejas caídas se debían permitir en las exposiciones y si la diferencia principal era simplemente las orejas, o si había otras diferencias más profundas —estructurales y de personalidad— que diferenciaban a la variedad de oreja caída.
A partir de la década de 1930, los criadores aumentaron sus esfuerzos para distinguir a las razas. Mientras tanto, los terrier de Norfolk y Norwich se cruzaron entre sí durante varios años, a pesar de que en la actualidad sean reconocidos como dos razas distintas. De hecho, algunos textos históricos indican que eran razas diferentes antes de que se cruzaran entre sí.
Ambos tipos de oreja se siguieron permitiendo en las exposiciones hasta que el Kennel Club reconoció a la variedad de oreja caída como una raza aparte que se denominó el Terrier de Norfolk. En 1964, está diferenciación fue reconocida también por el American Kennel Club, United Kennel Club y en 1979 el Canadian Kennel Club hizo lo mismo. Hasta ese momento, las razas eran designadas por el AKC como terrier de Norwich, PE (orejas erectas) y Norwich terrier, DE (orejas caídas).

### Raza cada vez más rara
En 2006, el Kennel Club británico reconoció al terrier de Norwich como una de las razas más raras de perro autóctonas de las islas británicas, poniéndolo en una lista denominada Razas nativas vulnerables. Las razas suscritas a esta lista son las que se originaron en el Reino Unido e Irlanda, pero tienen menos de 300 registros de cachorros por año. El período particularmente más bajo para esta raza fue en 2004, cuando sólo 124 cachorros fueron registrados.

## Características y cuidado
Es uno de los terrier más pequeños ya que su altura es de máximo 25 cm a la cruz y su peso es de entre 5 y 5,5 kilos. Son difíciles de criar, y los partos tienden a ser inducidos por cesárea ya que suelen tener camadas pequeñas de entre 1 a 3 cachorros. Generalmente, si una hembra está sana —después de que todas las pruebas de salud genética estén completas; corazón, ojos, caderas y rótulas—, su período de reproducción óptima será entre la edad de dos y seis años. A los siete años de edad se les considerada perros ancianos.

### Temperamento
Estos perros son pequeños, pero resistentes. Presentan un carácter vivaz, alegre y cariñoso siendo curiosos por naturaleza. Pueden ser asertivos, pero no son perros que tiendan a mostrar agresividad o ser pendencieros sobre todo si son correctamente socializados y educados. Son energéticos y prosperan en la vida activa. También tienen un apetito voraz y se comen cualquier cosa mínimamente comestible, por lo que hay que vigilar su alimentación para evitar el sobrepeso. Están ansiosos por complacer, pero también son empecinados como cualquier terrier. Por lo general no deben mantenerse todo el tiempo fuera de la casa o en una caseta canina ya que son perros falderos que disfrutan de la compañía de sus dueños.
Los Norwich no ladran mucho, pero sí advertirán de la llegada de un extraño que se acerca.  En general son buenos con los niños, y si se introducen con otros animales domésticos desde cachorros cohabitaran pacíficamente, aunque se debe tener cuidado con las mascotas como los roedores, ya que los pueden confundir con presas —no hay que olvidar que originalmente fueron criados para cazar animales de madriguera—.

### Ejercicio
Son perros resistentes y activos, fueron criados para una vida de trabajo en la búsqueda de alimañas mientras acompañaban a sus propietarios a caballo. Por tanto, una buena caminata diaria será el mínimo necesario para satisfacer las necesidades de ejercicio de un Norwich terrier saludable. Algunos ejemplares participan en competiciones de agility y flyball. Fueron criados como terrier de trabajo, y se desarrollarán mejor con al menos una hora de actividad todos los días, como un buen paseo, correr, o una sesión de entrenamiento o trabajo.

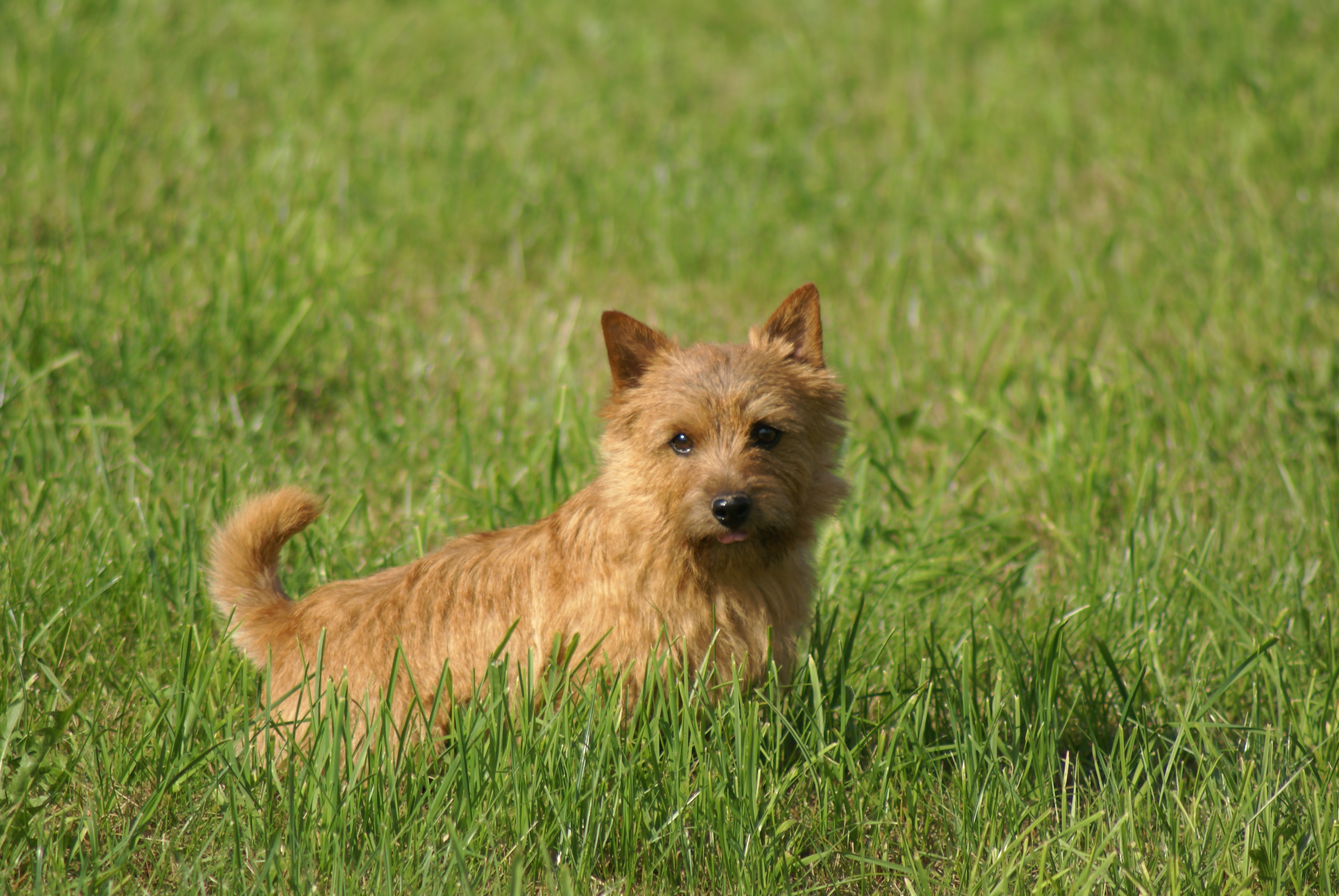
El terrier de Norwich es sobre todo un perro de familia.

### Preparación
El Norwich tiene dos capas de pelo; una exterior de pelaje duro y enjuto y otra interior de subpelo o lanilla suave y abrigadora. El manto debe cepillarse con un peine de acero una vez por semana para eliminar los pelos sueltos, muertos y prevenir nudos. El mantenimiento adecuado del pelaje de un Norwich, al igual que otros mantos de consistencia dura, requiere de la técnica conocida como stripping, que consiste en la «extracción» a mano, o tirando de los pelos de la capa exterior —usando los dedos o una «cuchilla», o un peine de preparación especial—. Este procedimiento permite que el manto del terrier se mantenga saludable, retenga su estructura y aspecto apropiados. Como mínimo, el manto debe ser despojado del pelo muerto dos veces al año; una vez durante el otoño y otra vez en la primavera.
Lo ideal sería que los propietarios realizarán la extracción del pelo en el manto de forma regular para lograr lo que se llama rolling o rotación, en donde pelo de todas las longitudes está creciendo. Mantener el manto con rotación es más fácil y requiere sesiones de preparación más cortas. Recortar con tijeras o maquinilla eléctrica destruye la estructura del pelaje y afecta la apariencia del color y textura natural del manto, por lo que no se recomienda.

## Salud
El promedio de vida de la raza Norwich terrier, basado en dos encuestas de Reino Unido y EUA, fue de alrededor de 13.5 años. El Norwich terrier es considerado una raza sana, pero presenta algunos problemas de salud con los que criadores responsables harán pruebas de salud genética preventiva para reducir la incidencia.
El Kennel Club de Reino Unido llevó a cabo una encuesta de salud en 2006, acerca de los problemas de salud que podrían afectar a la raza. Las principales causas de muerte de la raza fueron: vejez (30.4%), cáncer (21.4), enfermedades del corazón (12.5%), causas neurológicas (7.1%).